# Carlos Tapia
Pour les articles homonymes, voir Tapia.
Carlos Daniel Tapia est un footballeur argentin né le 20 août 1962 à San Miguel en Argentine.
Il remporte la Coupe du monde 1986 avec l'équipe d'Argentine.

## Biographie

### En club
Carlos Tapia commence sa carrière au CA River Plate. Avec cette équipe, il remporte deux championnats d'Argentine : le Metropolitano en 1980 et le Nacional en 1981.
En 1985, il est transféré à la surprise générale au grand club rival : le CA Boca Juniors. Il ne remporte aucun titre lors de son (premier) passage à Boca, mais il réussit tout de même la performance d'inscrire 17 buts en championnat lors de la saison 1985.
En 1987, Carlos Tapia s'expatrie en Europe en s'engageant avec le club français du Brest Armorique. Avec ce club, il dispute 15 matchs en Division 1, marquant un but face à l'équipe du Havre.
En 1988, Carlos Tapia est de retour à Boca. Il est ensuite prêté l'espace d'une saison au club du Textil Mandiyu. En mai 1991, il atteint avec Boca les demi-finales de la prestigieuse Copa Libertadores. Il dispute une vingtaine de minutes lors du match retour face à Colo-Colo, futur vainqueur de l'épreuve. 
Il retente par la suite l'aventure en Europe en s'engageant avec le club suisse du FC Lugano. Avec 12 matchs disputés sans marquer but, c'est un échec. 
De retour en Amérique du Sud, il joue brièvement avec l'Universidad de Chile. De retour en Argentine, à Boca, il remporte le Tournoi d'Ouverture du championnat d'Argentine en 1992, puis un dernier titre : la Copa de Oro 1993. Au total, avec Boca, Carlos Tapia dispute 217 matchs et marque 47 buts, toutes compétitions confondues.

### En équipe nationale
Carlos Tapia reçoit dix sélections en équipe d'Argentine. Il inscrit un but en équipe nationale.
Il reçoit sa première sélection en équipe nationale le 18 septembre 1980, lors d'une rencontre amicale face au Chili. Lors de ce match, il ne joue que neuf minutes, entrant sur la pelouse en remplacement de Leopoldo Luque.
Avec l'équipe d'Argentine des moins de 20 ans, Tapia participe à la Coupe du monde 1981 organisée en Australie. Lors de cette compétition, il dispute un match face au pays organisateur. L'Argentine, tenante du titre, s'incline dès le premier tour. 
Carlos Tapia est ensuite retenu par le sélectionneur Carlos Bilardo pour participer à la Coupe du monde 1986 organisée au Mexique. En match de préparation, il inscrit un but lors de la large victoire de l'Argentine face à Israël (7-2). Ce sera son seul et unique but en sélection.
Tapia dispute deux matchs lors du mondial. Tout d'abord, une rencontre de phase de groupe face à la Corée du Sud, où il rentre sur la pelouse en fin de partie. Puis une opposition des quarts de finale face à l'Angleterre, où il rentre une nouvelle fois en fin de match. L'Argentine remporte la compétition et Carlos Tapia se voit ainsi sacré champion du monde.
Le dernier tournoi international disputé par Tapia est la Copa América 1987, qui se déroule dans son pays natal. Tapia y joue quatre rencontres. Tout d'abord une face au Pérou, puis une autre face à l'Équateur. Il prend ensuite part à la demi-finale perdue face à l'Uruguay. L'Argentine et Carlos Tapia disputent ensuite la petite finale, où l'Argentine s'incline 2-1 contre la Colombie.
Son dernier match joué en équipe d'Argentine est une rencontre amicale face à l'Espagne, le 12 octobre 1988.

## Carrière
- 1980-1984 :  CA River Plate
- 1985-1987 :  CA Boca Juniors
- 1987-1988 :  Brest Armorique FC
- 1988-1989 :  CA Boca Juniors
- 1989-1990 : →  Textil Mandiyu
- 1990-1991 :  CA Boca Juniors
- 1991-1992 :  FC Lugano
- 1992 :  Universidad de Chile
- 1992-1994 :  CA Boca Juniors

## Palmarès
- Vainqueur de la Coupe du monde 1986 avec l'équipe d'Argentine
- Champion d'Argentine (Metropolitano) en 1980 avec River Plate
- Champion d'Argentine (Nacional) en 1981 avec River Plate
- Vainqueur du Tournoi d'Ouverture du championnat d'Argentine en 1992 avec Boca Juniors
- Vainqueur de la Copa de Oro en 1993 avec Boca Juniors